# 拉罗米约
拉罗米约（法語：La Romieu，法語發音：[la ʁɔmjø]）是法国热尔省的一个市镇，位于该省北部，属于孔东区和热尔洛马涅市镇公共社区。

## 地理
拉罗米约（43°58'55"N, 0°29'52"E）面积27.48 平方千米，位于法国奧克西塔尼大區热尔省，该省份为法国西南部内陆省份，北起顺时针与洛特-加龙省、塔恩-加龙省、上加龙省、上比利牛斯省、大西洋比利牛斯省和朗德省接壤。
与拉罗米约接壤的市镇（或旧市镇、城区）包括：贝拉克、欧维尼翁河畔卡斯泰尔诺、加佐普伊、拉加尔德、拉罗克昂加兰、马尔索朗、普伊罗克洛尔。
拉罗米约的时区为UTC+01:00、UTC+02:00（夏令时）。

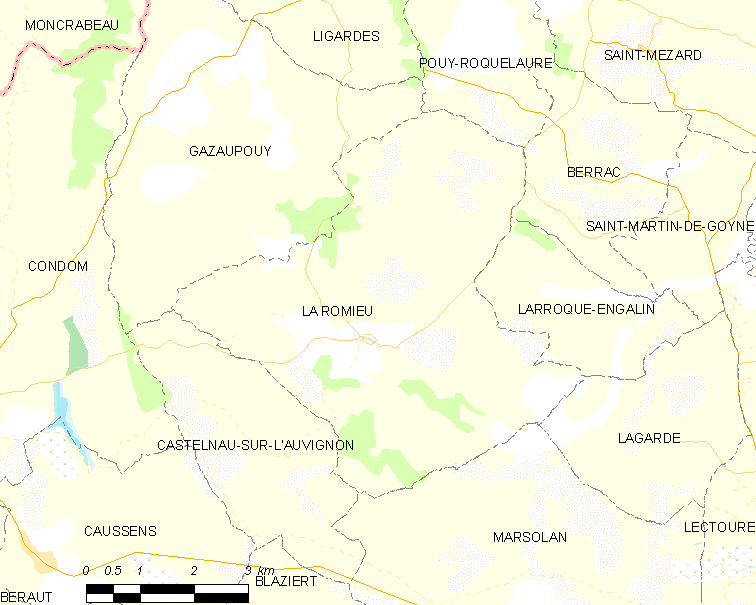
拉罗米约的OSM定位图

## 行政
拉罗米约的邮政编码为32480，INSEE市镇编码为32345。

## 政治
拉罗米约所属的省级选区为莱克图尔-洛马涅县。

## 交通
热尔省省道D41线、D166线和D266线在拉罗米约市中心交汇。

## 人口

1962-2008年间拉罗米约人口变化图示

拉罗米约于2022年1月1日时的人口数量为547人。